# Pheronema echinatum
Pheronema echinatum är en svampdjursart som beskrevs av Isao Ijima 1927. Pheronema echinatum ingår i släktet Pheronema och familjen Pheronematidae.
Artens utbredningsområde är havet kring Indonesien. Inga underarter finns listade i Catalogue of Life.